# Complex igni de Bushveld

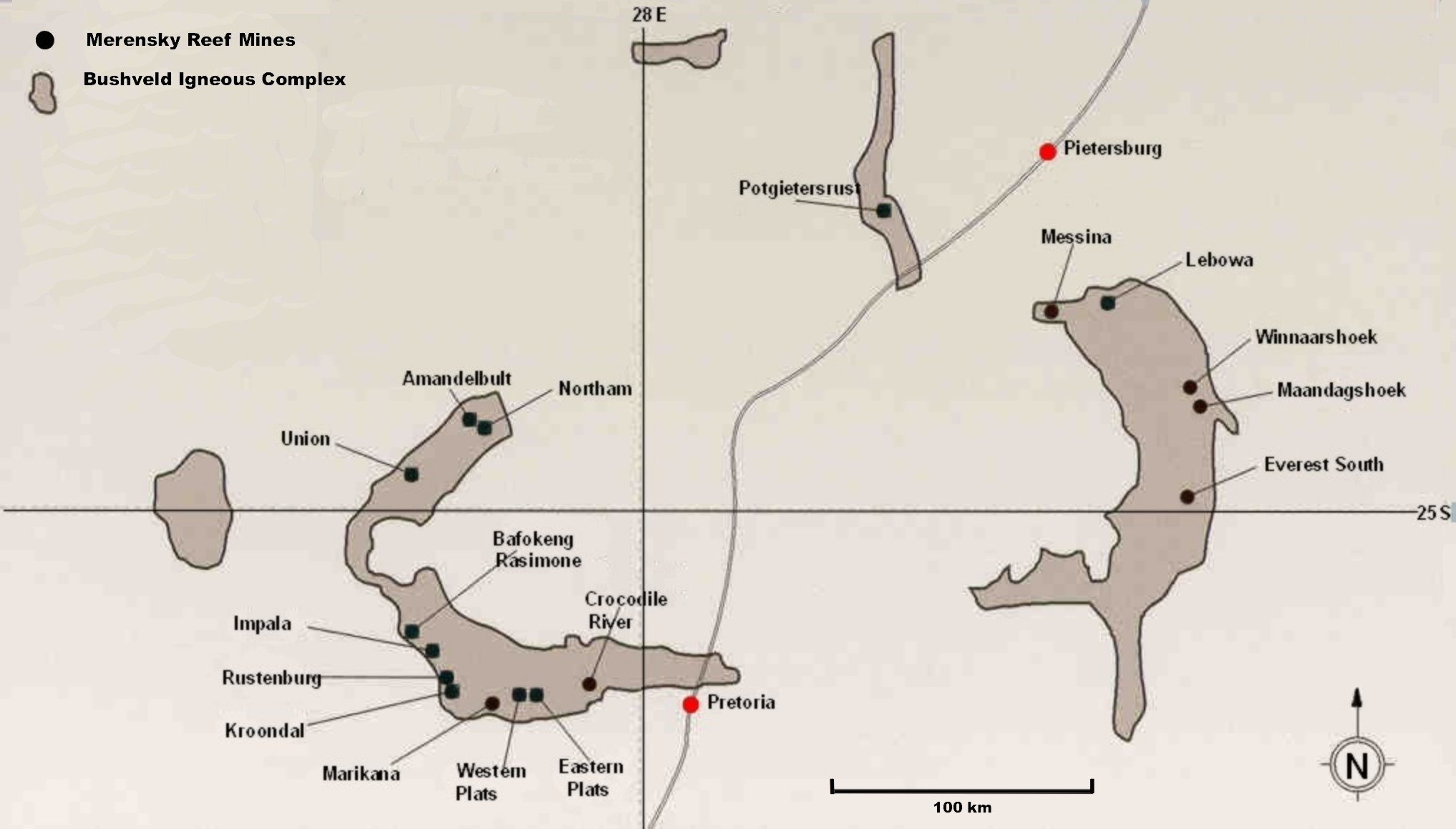
Mapa de mines del complex igni de Bushveld

El complex igni de Bushveld (BIC, Bushveld Igneous Complex) és una estructura geològica situada a Sud-àfrica formada fa 2.000 milions d'anys (Ma), que posseeix diferents nivells, dels quals tres són explotats per l'extracció de metalls del grup del platí. L'estructura es correspon amb una intrusió estratificada composta d'anortosita, gabre, norita, peridotita i piroxenita amb unes dimensions de 450 x 350 km i un gruix de 9 km. En aquest jaciment mineral es troben les majors reserves mundials de platí (Pt), crom (Cr) i vanadi (V).